# Oleksander Syrskyi
Oleksander Stanislavovich Syrskyi (en ucraniano: Олександр Станіславович Сирський; Novinki, Unión Soviética, 26 de julio de 1965) es un oficial militar ucraniano de origen ruso. Con el rango de coronel general, se ha desempeñado como comandante en jefe de las Fuerzas Armadas de Ucrania desde el 8 de febrero de 2024. Anteriormente, fue comandante de las Fuerzas Terrestres de Ucrania de 2019 a 2024 y comandante de la Operación de Fuerzas Conjuntas de mayo a agosto de 2019.

## Biografía
Oleksander Syrski nació en la RSFS de Rusia, en 1965, como la mayoría de los oficiales de alto rango de su generación. Estudió en una academia del Ejército Soviético en Moscú y en los 80 fue enviado a la RSS de Ucrania, posterior a la disolución soviética Syrski decidió instalarse permanentemente en la Ucrania independiente e incorporarse a las reconstituidas Fuerzas Armadas de Ucrania.  Antes de la guerra del Dombás en la década de 2000, comandó la 72.º Brigada Mecanizada y ascendió al rango de mayor general.
A partir de 2013, fue el primer jefe Adjunto del Centro de Comando Principal de las Fuerzas Armadas de Ucrania, y estuvo involucrado en los procesos de cooperación con la Organización del Tratado del Atlántico Norte (OTAN). En noviembre de 2013, Syrskyi, en nombre del Ministerio de Defensa, discutió los cambios en el ejército ucraniano de acuerdo con los estándares de la OTAN en la sede de dicha organización.

## Guerra del Dombás
Con el comienzo de guerra en el este de Ucrania, fue el jefe del Estado Mayor de operaciones antiterroristas.
En particular, fue uno de los comandantes en jefe de las fuerzas de la operación antiterrorista durante la batalla de Debaltseve en el invierno de 2015, junto con el Jefe del Estado Mayor General de las Fuerzas Armadas de Ucrania, Viktor Muzhenko, fueron a la ciudad misma. Dirigió las batallas en Vuhlehirsk, el pueblo de Ridkodub y un intento fallido de recuperar Logvinov. También coordinó la retirada de las fuerzas armadas ucranianas de Debaltseve. Bajo su liderazgo, se volaron posibles rutas para cruzar el río Karapulka.
Oleksander Syrskyi recibió la Orden de Bohdán Jmelnitski, 3.º clase y luego recibió el rango de teniente general debido a su logro durante la batalla de Debaltseve.
En 2016, dirigió el Cuartel General Operacional Conjunto de las Fuerzas Armadas de Ucrania, que coordina las acciones operativas de varias fuerzas de seguridad ucranianas en el Dombás. Y en 2017 fue el comandante de toda la Operación Antiterrorista en el este de Ucrania, que luego fue reemplazada por la Fuerza de Operaciones Conjuntas.
Del 6 de mayo al 5 de agosto de 2019 fue jefe del Estado Mayor Conjunto de Operaciones de las Fuerzas Armadas de Ucrania.
Desde el 5 de agosto de 2019, Syrskyi es el Comandante de las Fuerzas Terrestres de las Fuerzas Armadas de Ucrania.

## Invasión rusa
Durante la invasión rusa de Ucrania de 2022, Oleksander Syrskyi es el comandante de más alto rango de las Fuerzas Terrestres de Ucrania. Ha sido el organizador de la defensa de Kiev y de la contraofensiva de Izium, de septiembre.
El 8 de febrero de 2024, el presidente ucraniano Volodímyr Zelenski reemplazó a Valerii Zaluzhnyi por Syrskyi como comandante en jefe de las Fuerzas Armadas de Ucrania, tras varios meses de especulaciones sobre una ruptura entre Zaluzhnyi y Zelenski.
Es conocido dentro del ejército ucraniano con el apodo de "Carnicero", debido a que, según observadores, ha exhibido poca preocupación por la vida de los soldados a su cargo durante las operaciones militares, en especial en la batalla de Bajmut.

## Condecoraciones
- Orden de Bohdán Jmelnitski de 3.º clase (14 de marzo de 2015)